# Abd an-Nasir Sajjid
Abd an-Nasir Sajjid Ali (arab. عبد الناصر سيد علي) – egipski zapaśnik walczący w stylu klasycznym. Złoty medalista mistrzostw Afryki w 1994 roku.